# Cyklopdunrall
Cyklopdunrall (Rallicula mayri) är en fågel i familjen dunrallar inom ordningen tran- och rallfåglar. Den förekommer i bergsskogar på Nya Guinea. Artens bestånd anses vara livskraftigt, men i stort sett ingenting är känt om dess levnadssätt.

## Utseende och läte
Cyklopdunrallen är en liten (20–23 cm) ralliknande fågel. Fjäderdräkten är övervägande rödbrun, likt kastanjedunrallens hane, men denna saknar band på stjärten. Honan är mörkt kastanjebrun på rygg och vingovansidan med stora svartkantade beigefärgade fläckar. Den är tydligt mer färglös än honor av arfakdunrall (R. leucospila) och svartvingad dunrall (R. forbesi) och dessa har även otydligt svartaktiga band på buk och lår. Lätet är okänt.

## Utbredning och systematik
Cyklopdunrallen delas in i två underarter med följande utbredning:
- Rallicula mayri mayri – förekommer på västra New Guinea (Cyklopbergen)
- Rallicula mayri carmichaeli – förekommer i nordvästra Papua Nya Guinea (bergen Torricelli och Bewani)

### Släktes- och familjetillhörighet
Cyklopdunrallen och tre nära släktingar placerades tidigare i släktet Rallina, men genetiska studier visar att de inte är släkt med övriga Rallina-arter. Faktiskt står de istället nära de afrikanska dunrallarna som numera lyfts ut till en egen familj tillsammans med skogsrallarna på Madagaskar i släktet Mentocrex.

## Levnadssätt
Cyklopdunrallen lever på marken i bergsskogar på mellan 1100 och 2200 meters höjd. I övrigt är inget känt om dess levnadssätt, vare sig föda eller häckningsbiologi.

## Status
Fram till 2017 placerade internationella naturvårdsunionen IUCN arten i hotkategorin kunskapsbrist. Idag förs den istället till kategorin livskraftig (LC). Beståndet tros ha en stabil utveckling och den tros inte vara utsatt för något betydande hot.
Arten är mycket sällan påträffad, men den bebor områden som besöks mycket sällan och tros sannolikt vara lokalt vanlig som övriga medlemmar av släktet. Den noterades som vanlig i Bewani och Torricelli men denna slutsats var baserad på sju specimen som fångades 1966 men har varken setts eller sökts efter sedandess. I Cyklopbergen är den känd från fyra exemplar och återhittades inte under eftersökningar 1992. I Fojabergen noterades den som vanlig 2005–2009, vilket bekräftar tidigare fynd 1979 och 1981.

## Namn
Cyklopdunrallen beskrevs för första gången 1930 av Ernst Hartert, då som underart till kastanjedunrallen. Fågelns vetenskapliga artnamn hedrar Ernst Mayr (1904-2005), tysk evolutionsbiolog, ornitolog och systematiker. Arten har tidigare kallats Mayrs rall eller Mayrs bandrall på svenska, men har blivit tilldelat ett nytt namn av BirdLife Sveriges taxonomikommitté efter studier som visar att den egentligen hör till familjen dunrallar. Namnet syftar på Cyklopbergen på västra Nya Guinea.